# Isolepis pseudosetacea
Isolepis pseudosetacea là loài thực vật có hoa trong họ Cói. Loài này được (Daveau) Gand. mô tả khoa học đầu tiên năm 1917.